# Kurt Reumann
Kurt Reummann (né le 24 septembre 1934 à Wesselburen, Dithmarse et mort le 12 novembre 2023) est un journaliste allemand.

## Biographie
Après avoir obtenu son diplôme d'études secondaires à Neumünster, Reumann gagne de l'argent pour ses études grâce à un stage de deux ans au Holsteinisches Courier (de). À Berlin, il étudie le journalisme, l'allemand, l'histoire de l'art et les sciences politiques à l'Université libre de Berlin. En 1964, il obtient son doctorat sur les caricatures politiques sous la direction d'Emil Dovifat (de), dont il est l'assistant de 1963 à 1965. Il acquit ensuite un aperçu de la recherche sur l'opinion publique à l'Institut pour l'opinion publique d'Allensbach (de) avec Elisabeth Noelle-Neumann, étudiante de Dovifat. Il devient ensuite assistant de recherche d'Elisabeth Noelle-Neumann à l'Institut de journalisme de l'Université de Mayence.
En 1970, il rejoint la rédaction du Frankfurter Allgemeine Zeitung. Il est responsable des rapports et des commentaires sur la politique de l'éducation, en particulier pour les universités. Une autre spécialité est la recherche par sondage, y compris l' analyse des élections. Pendant dix ans, il est responsable de la page "Jugend schreibt/Zeitung in der Schule" (jusqu'en juillet 1997). Il  écrit un volume sur ce projet pilote pour la série « Texte + Thesen » de Fromm-Verlag intitulée « Lesefreuden und Lebenswelten » (1992). Reumann rejette plusieurs appels à des chaires C 4, par exemple à l'Université libre de Berlin ou à l'Université de Mayence.
En outre, de 1995 à 2004, Kurt Reumann est vice-président du conseil d'administration de l'école de musique Franz Liszt de Weimar. Il est membre de l'Académie des sciences d'utilité publique d'Erfurt depuis 2008.
Reumann s'occupe également intensivement de la réforme de l'orthographe. Il est marié et a trois enfants.

## Travaux
- Das antithetische Kampfbild. Beiträge zur Bestimmung seines Wesens und seiner Wirkung. Dissertation. FU Berlin, Phil. Fak., Berlin 1964.
- Waffengleichheit in der Gegendarstellung. Duncker & Humblot, Berlin 1971,  (ISBN 3-428-02517-2).
- Blick ins Innere, Berichte von der akademischen Front. Edition Interfrom, Zürich 1975,  (ISBN 3-7201-5060-7).
- Horst Baier, Hans Mathias Kepplinger, Kurt Reumann (Hrsg.): Öffentliche Meinung und sozialer Wandel. Public Opinion and Social Change. Festschrift für Elisabeth Noelle-Neumann. Westdeutscher Verlag, Opladen 1981.
- Horst Baier, Hans Mathias Kepplinger, Kurt Reumann: Öffentliche Meinung und sozialer Wandel. Mit Beiträgen in englischer Sprache. VS Verlag für Sozialwissenschaften, 1982,  (ISBN 3-531-11533-2).
- Kurt Reumann (Hrsg.): Jugend heute: Aufbruch oder Aufstand? Essener Universitäts-Symposium. Hanns-Martin-Schleyer-Stiftung. Referate u. Diskussionsbeiträge. Bachem, Köln 1982,  (ISBN 3-7616-0648-6).
- Gibt es den Fallbeil-Effekt für die kleinen Parteien? Zum Streit um die Veröffentlichung von Umfrage-Ergebnissen vor Wahlen. In: Frankfurter Allgemeine Zeitung. 9. März 1983.
- Lesefreuden und Lebenswelten. A. Fromm, Osnabrück 1992,  (ISBN 3-7201-5244-8).
- Wider das tödliche Amüsement. Schulen und Zeitungen sind Verbündete: Aufruf zu einer Verteidigung der Lesekultur. In: FAZ. 28. September 1992, S. 14.
- Die Kultusminister gehen nicht unter. In: Sekretariat der Ständigen Konferenz der Kultusminister der Länder in der Bundesrepublik Deutschland (Hrsg.): Einheit in der Vielfalt: 50 Jahre Kultusministerkonferenz 1948–1998. Luchterhand, Neuwied/ Kriftel/ Berlin 1998,  (ISBN 3-472-02952-8).
- Frankfurter Allgemeine Zeitung für Deutschland (Hrsg.): Die Reform als Diktat. Zur Auseinandersetzung über die deutsche Rechtschreibung. Frankfurter Allgemeine Zeitung, Frankfurt am Main 2000, [enthält 17 Artikel Reumanns zur Rechtschreibreform]